# 伴中央駅
伴中央駅（ともちゅうおうえき）は、広島県広島市安佐南区伴中央にある広島高速交通広島新交通1号線（アストラムライン）の駅である。

## 歴史
- 1994年（平成6年）8月20日：開業[1][2]。
- 1999年（平成11年）3月20日：ダイヤ改正で急行列車が新設されたが、当駅は通過駅となる[1]。
- 2001年（平成13年）：業務委託駅となる[3]。
- 2004年（平成16年）3月20日：ダイヤ改正で急行列車が廃止され、5年ぶりに全ての列車が停車するようになる[1]。
- 2009年（平成21年）8月8日：PASPY導入[1]。
- 2015年（平成27年）：構内放送とホームの発車標を新白島駅と同等の物に更新。

## 駅構造
島式ホーム1面2線の高架駅。ステーションカラーは■緑色。

### のりば
| のりば | 路線              | 方向 | 行先           |
| ------ | ----------------- | ---- | -------------- |
| 1      | ■アストラムライン | 下り | 広域公園前方面 |
| 2      | ■アストラムライン | 上り | 本通方面       |

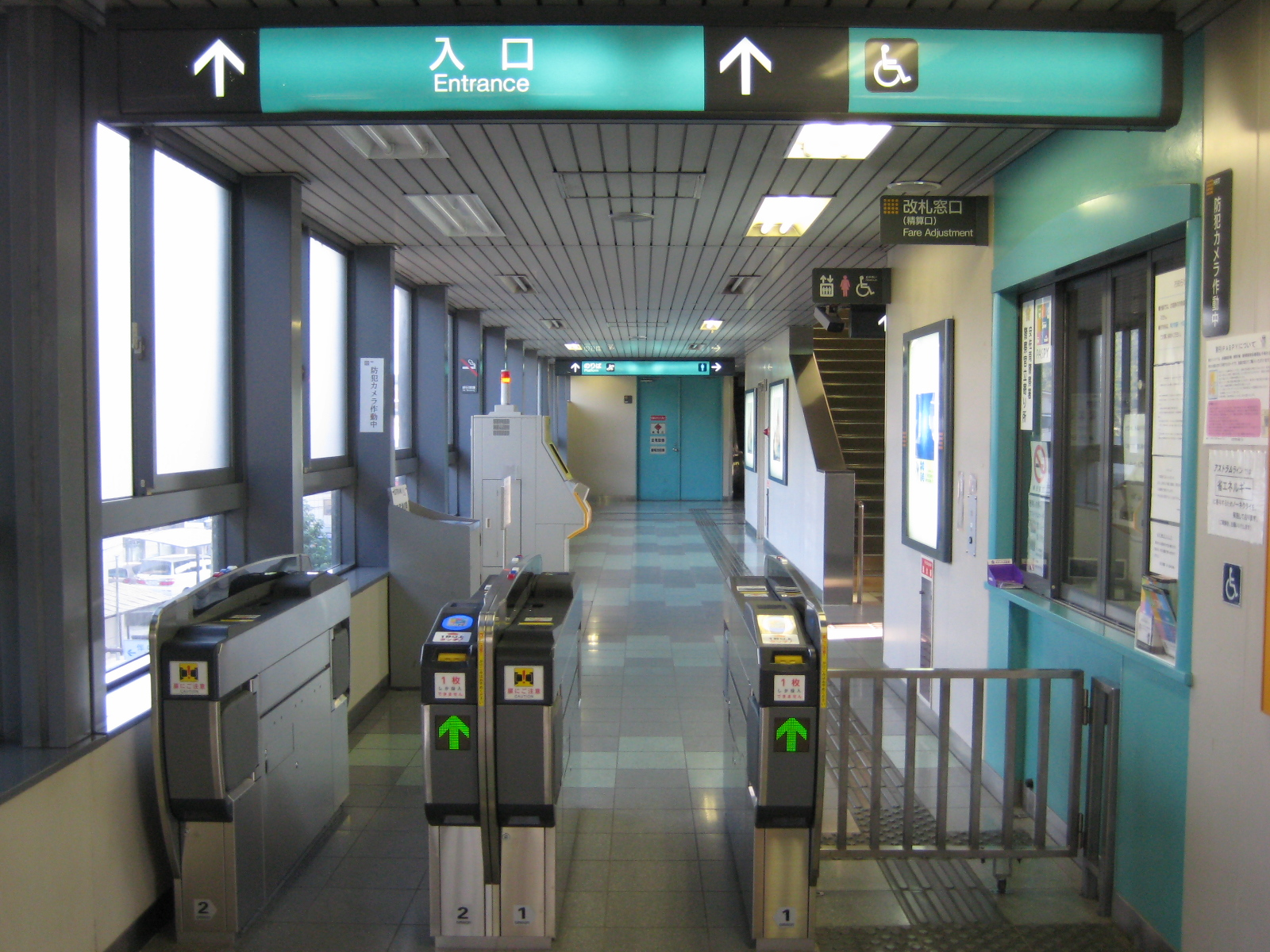
改札口（2009年8月）
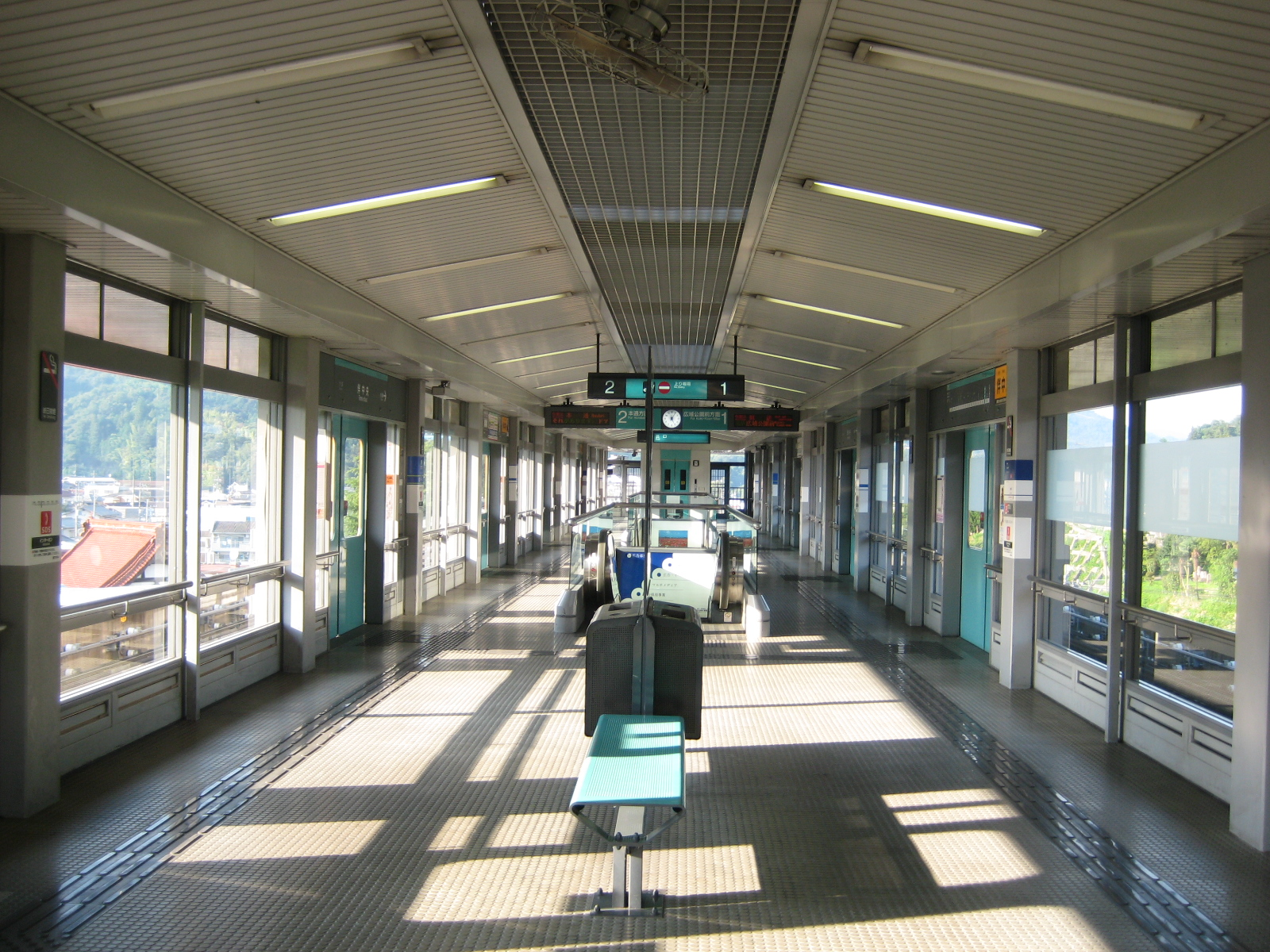
ホーム（2009年8月）

## 利用状況
以下の情報は、広島市統計書に基づいたデータである。アストラムラインでは「1年毎乗車総数」と「1年毎降車総数」の情報を公開している。1日平均乗車人員データは、年度毎の乗車総数を365（閏年は366）で割った値を小数点2位を丸めて小数点1位の値にした物である。アストラムラインのデータは1,000で丸めて提供されているので、1年毎ではプラスマイナス500の誤差があり、1日当たりでは1.4人程度の誤差が発生する。
| 年度               | 1日平均 乗車人員 | 1年毎 乗車総数 | 1年毎 降車総数 |
| ------------------ | ---------------- | -------------- | -------------- |
| 1995年（平成07年） | 393.4            | 144,000        | 134,000        |
| 1996年（平成08年） | 501.4            | 183,000        | 173,000        |
| 1997年（平成09年） | 550.7            | 201,000        | 185,000        |
| 1998年（平成10年） | 589.0            | 215,000        | 196,000        |
| 1999年（平成11年） | 598.4            | 219,000        | 199,000        |
| 2000年（平成12年） | 624.7            | 228,000        | 210,000        |
| 2001年（平成13年） | 616.4            | 225,000        | 203,000        |
| 2002年（平成14年） | 569.9            | 208,000        | 194,000        |
| 2003年（平成15年） | 568.3            | 208,000        | 197,000        |
| 2004年（平成16年） | 583.6            | 213,000        | 204,000        |
| 2005年（平成17年） | 575.3            | 210,000        | 201,000        |
| 2006年（平成18年） | 602.7            | 220,000        | 204,000        |
| 2007年（平成19年） | 636.6            | 233,000        | 218,000        |
| 2008年（平成20年） | 534.2            | 195,000        | 186,000        |
| 2009年（平成21年） | 512.3            | 187,000        | 176,000        |
| 2010年（平成22年） | 526.0            | 192,000        | 180,000        |
| 2011年（平成23年） | 546.4            | 200,000        | 187,000        |
| 2012年（平成24年） | 556.2            | 203,000        | 190,000        |
| 2013年（平成25年） | 616.4            | 225,000        | 213,000        |
| 2014年（平成26年） | 616.4            | 225,000        | 214,000        |
| 2015年（平成27年） | 677.6            | 248,000        | 237,000        |
| 2016年（平成28年） | 695.9            | 254,000        | 243,000        |
| 2017年（平成29年） | 737.0            | 269,000        | 261,000        |
| 2018年（平成30年） | 739.7            | 270,000        | 262,000        |
| 2019年（令和元年） | 707.7            | 259,000        | 254,000        |
| 2020年（令和02年） | 589.0            | 215,000        | 213,000        |
| 2021年（令和03年） | 668.5            | 244,000        | 238,000        |
| 2022年（令和04年） | 764.4            | 279,000        | 268,000        |

当駅は、アストラムラインの駅で最も利用客数が少ない。

## 駅周辺
- JEANS FACTORY沼田店
- 川中醤油直営店 醤の館（）
- 生鮮&業務スーパー エブリイ 沼田店(エブリイがフランチャイジー）

## 隣の駅
広島高速交通
■広島新交通1号線（アストラムライン）
大原駅- 伴中央駅 - 大塚駅